# Publius Cornelius Cethegus
Pour les articles homonymes, voir Cornelius Cethegus.
Publius Cornelius Cethegus est un homme politique romain du IIIe siècle av. J.-C. et IIe siècle av. J.-C.
En 187 av. J.-C., il devient édile curule. Deux ans plus tard, en 185 av. J.-C., il accède à la fonction de préteur.
En 181 av. J.-C., il est élu consul avec Marcus Baebius Tamphilus. La loi Cornelia Baebia contre la vénalité du corps électoral (loi sur la brigue) (contre la déloyauté) est adoptée. Son consulat s'inscrit également dans le cadre des luttes contre les liguriens avec un triomphe en 180 av. J.-C.
En 173 av. J.-C., il fait partie d'une commission pour la distribution de terres en pays conquis (Decemvir agris dandis assignandis).